# Плешень
Плешень (рум. Pleşeni) — село в Кантемірському районі Молдови. Є центром однойменної комуни, до складу якої також входять села Хенесень та Тетерешень.